# Osiris, Isis, itt e párnak
Az Osiris, Isis, itt e párnak kezdetű dal Sarastro F dúr áriája Wolfgang Amadeus Mozart A varázsfuvola című operájából. A II. felvonás elején Sarastro egy pálmaligetben az istenek áldását kéri, hogy Tamino és Pamina egymáséi lehessenek.